# Jules Carlier
Pour les articles homonymes, voir Carlier.
 Jules Carlier, né à Mons le 17 août 1851 et mort à Bruxelles le 18 juillet 1930, est un homme politique belge libéral et un industriel.

## Biographie
Jules Félix Joseph Carlier, né à Mons, le 17 août 1851, est le fils de Charles Carlier, avocat et député de Mons à la Chambre des représentants, et de Félicie Isaac. Il était marié à Léontine Detienne.
Il fait ses études à l'Athénée de Mons puis à l'Université libre de Bruxelles.
Il est attiré par le monde industriel et devient secrétaire de la société La Métallurgique à Bruxelles dont il deviendra président. Parallèlement, il est un collaborateur de La Revue de Belgique, d'orientation libérale.
En 1886, il est élu député libéral de Mons à la Chambre des représentants. Au cours de la législature, il s'intéresse au développement des chemins de fer et manifeste son soutien à l'impopulaire politique coloniale du roi Léopold II. De ce fait, il perd son mandat de député en 1892 et se réoriente dans l'industrie comme administrateur de sociétés. Il devient ainsi administrateur puis président du conseil d'administration du charbonnage du Bois-du-Luc en 1915. Dès 1897, il est membre du Conseil supérieur de l'industrie et du commerce et il en deviendra secrétaire général. En 1905, il est nommé président des Établissements Cockerill. En 1917, il est désigné comme président du Comité central industriel de Belgique. En 1919, il prend une part prépondérante à la création de la Société Nationale de Crédit à l'Industrie (en) (SNCI).
De 1919 à 1927, il participe à toutes les conférences internationales du travail faisant suite au traité de Versailles où il représente l'industrie belge. En 1923, il est l'un des membres fondateurs du Bureau international du travail, secrétariat de l'Organisation internationale du travail (OIT) établie à Genève.
Parallèlement, il avait des activités caritatives comme président de l'Œuvre royale du grand air pour les petits depuis 1896.
À la suite de son décès à Bruxelles le 18 juillet 1930, il est inhumé au cimetière d'Etterbeek.

## Distinctions
Parmi les nombreux ordre belges et étrangers, il a reçu les distinctions suivantes :
- Grand officier de l'ordre de Léopold en 1930 (Belgique) ;
- Grand officier de l'ordre de la Couronne (Belgique) ;
- Commandeur de la Légion d'honneur (France).

## Sources
- Le Parlement Belge 1831-1894. Données Biographiques, Bruxelles, Académie Royale de Belgique, Jean-Luc De Paepe, Christiane Raindorf-Gérard, 1996.